# Wojciech Niżyński
Wojciech Stefan Niżyński (ur. 22 grudnia 1947) – polski producent i scenarzysta filmowy. 

## Życiorys
Studiował filozofię i historię sztuki na Uniwersytecie Warszawskim. Początkowo pracował jako dziennikarz, publicysta oraz pisał teksty piosenek. Scenarzysta pierwszej polskiej telenoweli: W labiryncie. Pomysłodawca, producent i scenarzysta Klanu - najdłuższego pod względem liczby odcinków polskiego serialu telewizyjnego. Autor tekstów piosenek śpiewanych przez Czerwone Gitary, Trubadurów, Waldemara Koconia i Magdę Umer.
Członek Polskiej Akademii Filmowej. 
Ma córkę Aleksandrę.

## Wybrana filmografia
- Klątwa Doliny Węży (1987) – scenariusz, dialogi
- Czarodziej z Harlemu (1988) – scenariusz, dialogi, obsada aktorska
- Pomiędzy wilki – scenariusz
- W labiryncie (1988–1990) – scenariusz, dialogi, obsada aktorska
- Powrót wilczycy (1990) – scenariusz, dialogi
- Fitness Club (1994–1995) – producent, scenariusz, dialogi
- Klan (od 1997) – pomysł serialu, producent, scenariusz, dialogi
- Klinika samotnych serc (2005) – scenariusz, producent
- Regina (2007) – scenariusz, producent wyk.

## Ordery i odznaczenia
- Krzyż Kawalerski Orderu Odrodzenia Polski (18 października 2002)[4][5]
- Odznaka Honorowa ZAiKS-u (2009)[6]

## Nagrody
- Nagroda Prezydium Miejskiej Rady Narodowej na IX Krajowym Festiwalu Piosenki Polskiej w Opolu za Koncert jesienny na dwa świerszcze i wiatr w kominie (1971)[7]
- Telekamera Tele Tygodnia za Klan w kategorii: serial tv (1999)
- Telekamera Tele Tygodnia za Klan w kategorii: serial tv (2000)